# Just Be Thankful
Just Be Thankful – solowy album rapera Fo' Clips. Wydany został pośmiertnie 30 maja 1995 roku w Quality Records.

## Lista utworów
1. Intro - Fo' Clips Eclipse,
2. Be Thankful for What You Got
3. G' Funk
4. Compton Street Lights
5. It's On
6. No Love
7. Can You Feel Me
8. Hold On
9. Blue's Club
10. Whip It on Me
11. Can't Put Me Under
12. Life Ain't Easy
13. My People Hungry
14. Far to In
15. Can't Do Nothing 4 Me
16. Dedication 95